# Automotrice FCL M2.200
L'automotrice FCL M2.200 è un'automotrice diesel a carrelli in uso sulle Ferrovie della Calabria e sulle Ferrovie Appulo Lucane, in origine acquistata dalle Ferrovie Calabro Lucane. Costruita da Breda, è la naturale evoluzione delle automotrici M2 serie 120, sempre in servizio sulle FCL.

## Storia
La buona riuscita delle automotrici M2.120, costruite nei primi anni Cinquanta, fece sì che le Ferrovie Calabro Lucane richiedessero nel dicembre 1964 alla Breda un'evoluzione del modello precedente. Con le M2 serie 200, le cui prime dieci unità furono consegnate nel 1966, la Casa di Sesto San Giovanni fornì un veicolo affidabile come le 120, con qualche accorgimento estetico. Infatti scomparve il parabrezza suddiviso in tre parti, applicandone uno avvolgente con piccolo montante al centro. Per il resto non cambiò molto come cassa esterna e disposizione dei posti a sedere.
Le M2.200 entrarono subito in servizio sull'intera rete FCL, completando l'incremento del servizio e dichiarando la fine del lungo e glorioso periodo di servizio delle Emmine. Altre nove unità furono ordinate nel gennaio 1972, e pochi mesi dopo seguì un ordinativo di ulteriori dieci motrici. Le ultime quattro unità del gruppo furono costruite dalla Ferrosud nel 1982, entrando in servizio l'anno successivo. Con la divisione delle FCL in Ferrovie Appulo Lucane e Ferrovie della Calabria, alle seconde furono assegnate venti motrici.

## Tecnica ed evoluzione dell'automotrice
La cassa delle automotrici è autoportante. Sono spinte da un motore Breda tipo ID19SD12P a dodici cilindri contrapposti montato sotto il pavimento, che eroga una potenza di 371,4 kW a 1500 giri/min e può spingere il mezzo a 80 km/h; il motore è accoppiato ad un convertitore di coppia e ad un cambio Wilson a preselettore. Il gruppo motore-trasmissione è simile a altri mezzi costruiti dalla Breda, come i binati TEE delle Ferrovie dello Stato e le Ad 51-80 delle Ferrovie del Sud Est (in questo caso però il motore era a iniezione indiretta).
Le M2 si rivelarono ottimali sulle linee pianeggianti, con un rendimento e un'affidabilità difficilmente paragonabili. Tuttavia, nelle linee montane delle FCL come la Catanzaro - Cosenza, si riscontrarono dopo breve tempo delle problematiche all'impianto frenante. Ciò rese necessaria la sostituzione non solo dell'impianto frenante, ma anche dell'intera meccanica dell'automotrice. Per avere un efficiente sistema di freno-motore, nella seconda metà degli anni Novanta vennero sostituiti i vecchi motori Breda con nuovi propulsori MAN da 397 kW accoppiati ad una trasmissione Voith con retarder, il che apportò alle automotrici stesse un completo cambiamento del banco di guida nonché una modifica nella marcatura, alla quale venne aggiunta la sigla MV finale.
Al 2019 non risultano più in servizio sulle linee FAL, mentre su quelle FC ne restano in servizio quattro (M2 209 mv [riverniciata in livrea giallo rossa e in servizio a Cosenza], M2 219 mv [a Catanzaro], M2 229 mv [a Cosenza], M2 230 mv [a Catanzaro]) .
A metà 2018 l'automotrice 232 , che fu restaurata nel 2009, fu accantonata a Cosenza a causa di un guasto dovuto a un principio di incendio.

## Rimorchi
Oltre ai preesistenti rimorchi per le M2 serie 120, gli RA serie 3000 Ranieri, per queste automotrici sono stati anche costruiti dei rimorchi adatti, gli RA 1009-1021, costruiti da Breda e Ferrosud tra il 1968 e il 1973 ed esternamente molto simili alle unità motrici: si differenziano da esse solo per l'assenza della cabina di guida e per la posizione centrale dei vestiboli. Di questi rimorchi ne risulta attivo solo uno in generale , di cui il RA 1017, in servizio a Cosenza insieme alla 209 e 229, in servizio regolare e restaurato dalla TCC di mangone insieme alla 232.

## Galleria d'immagini

Le M2.200 nelle tre livree
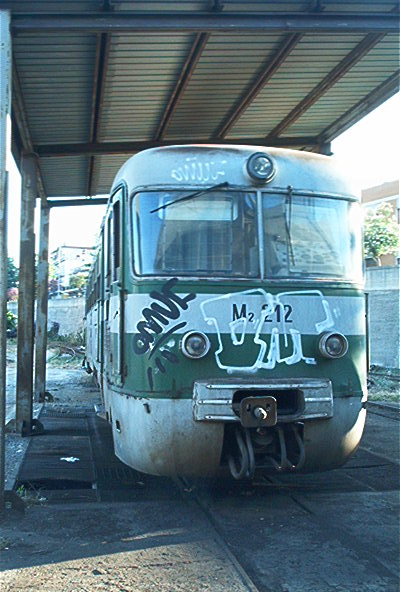
L'automotrice M2.212 a Gioia Tauro, in livrea originale verde-grigio.
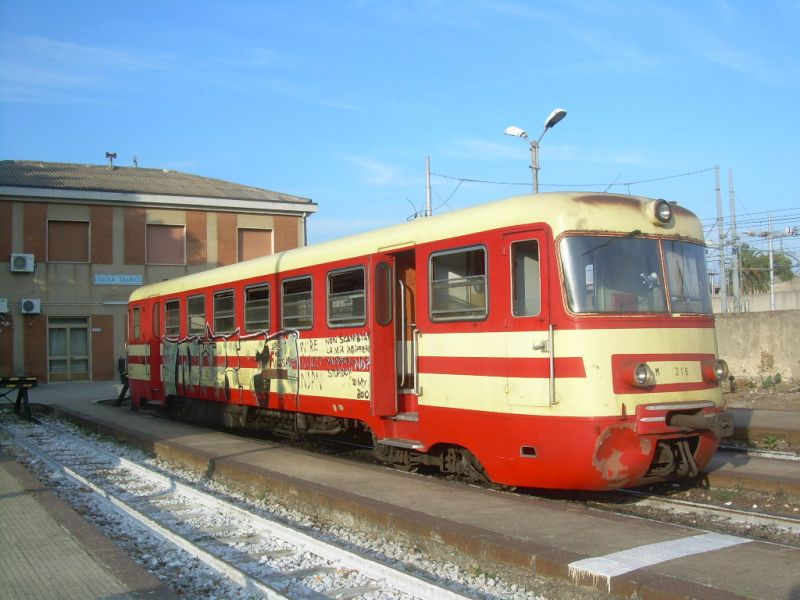
L'automotrice M2.216 a Gioia Tauro.
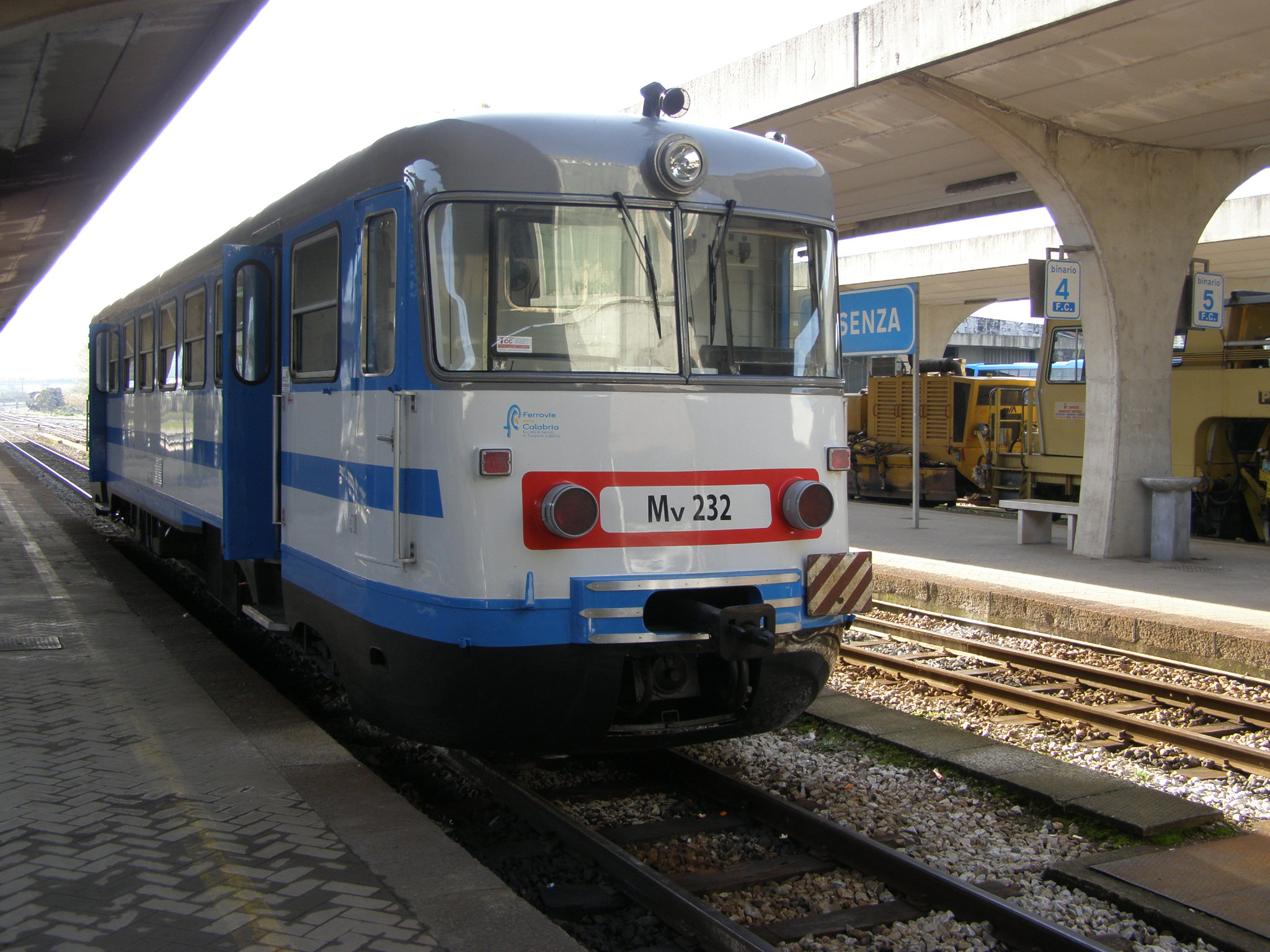
L'automotrice M2.232 MV nei nuovi colori FC.

Particolari
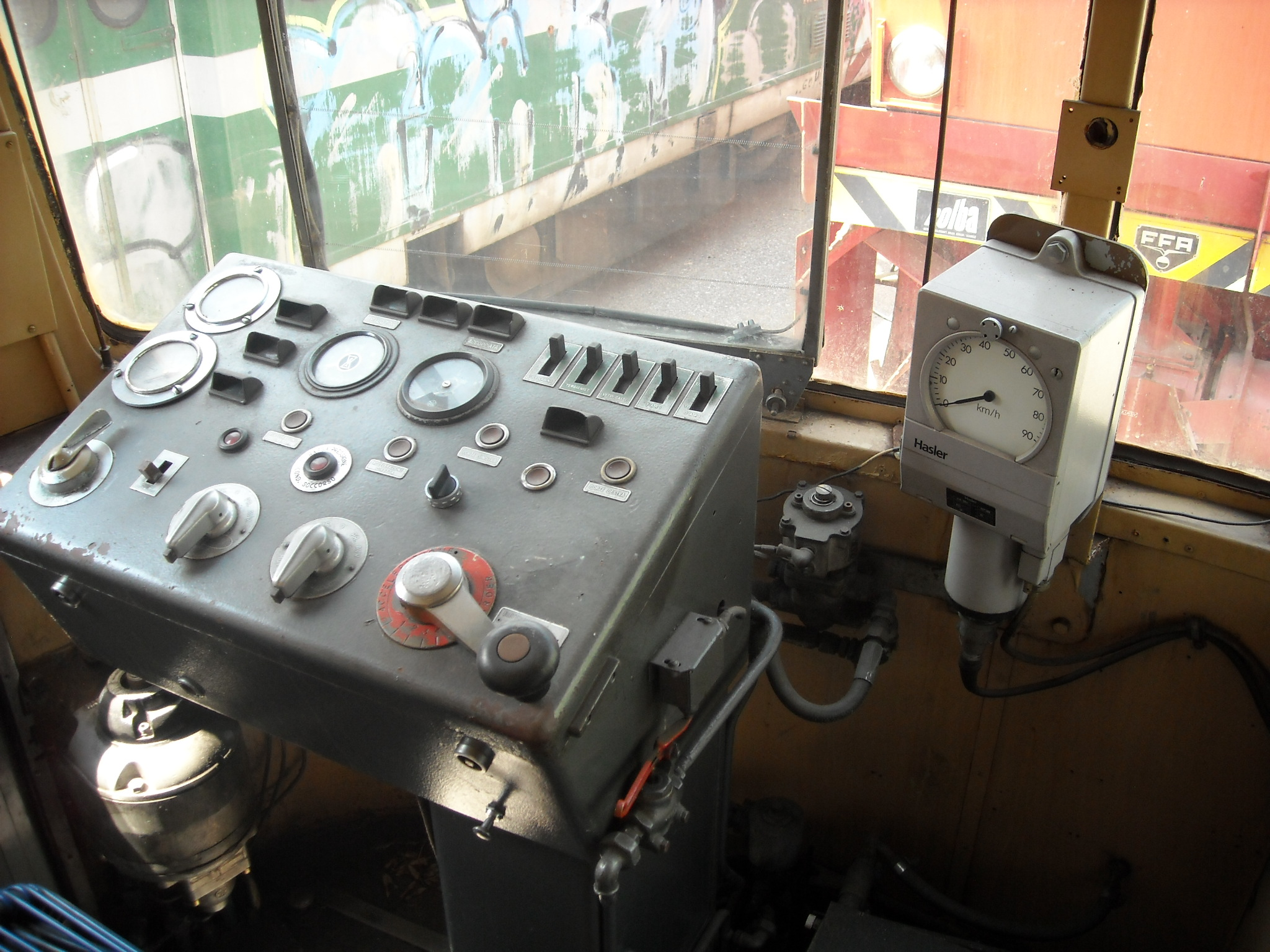
Il banco originale delle un'automotrici M2.200.
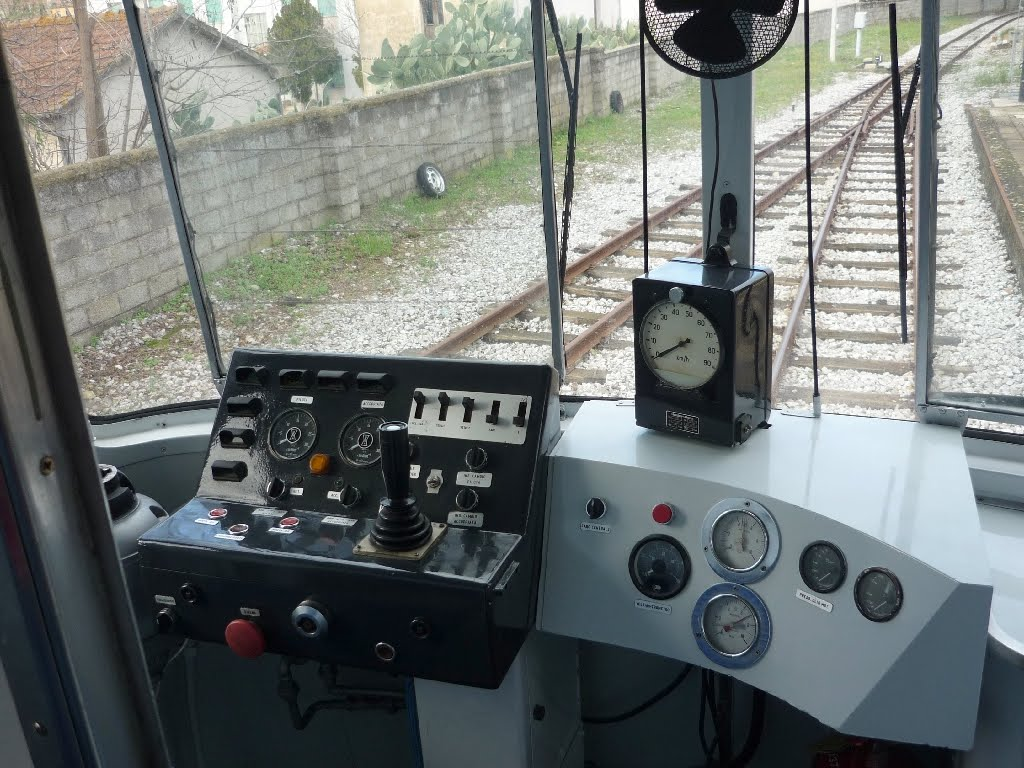
Un banco modificato di un'automotrice M2.200 MV.
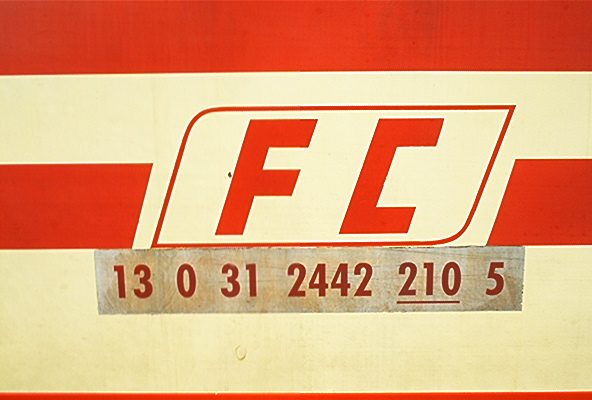
Il logo e la marcatura dell'automotrice M2.210.
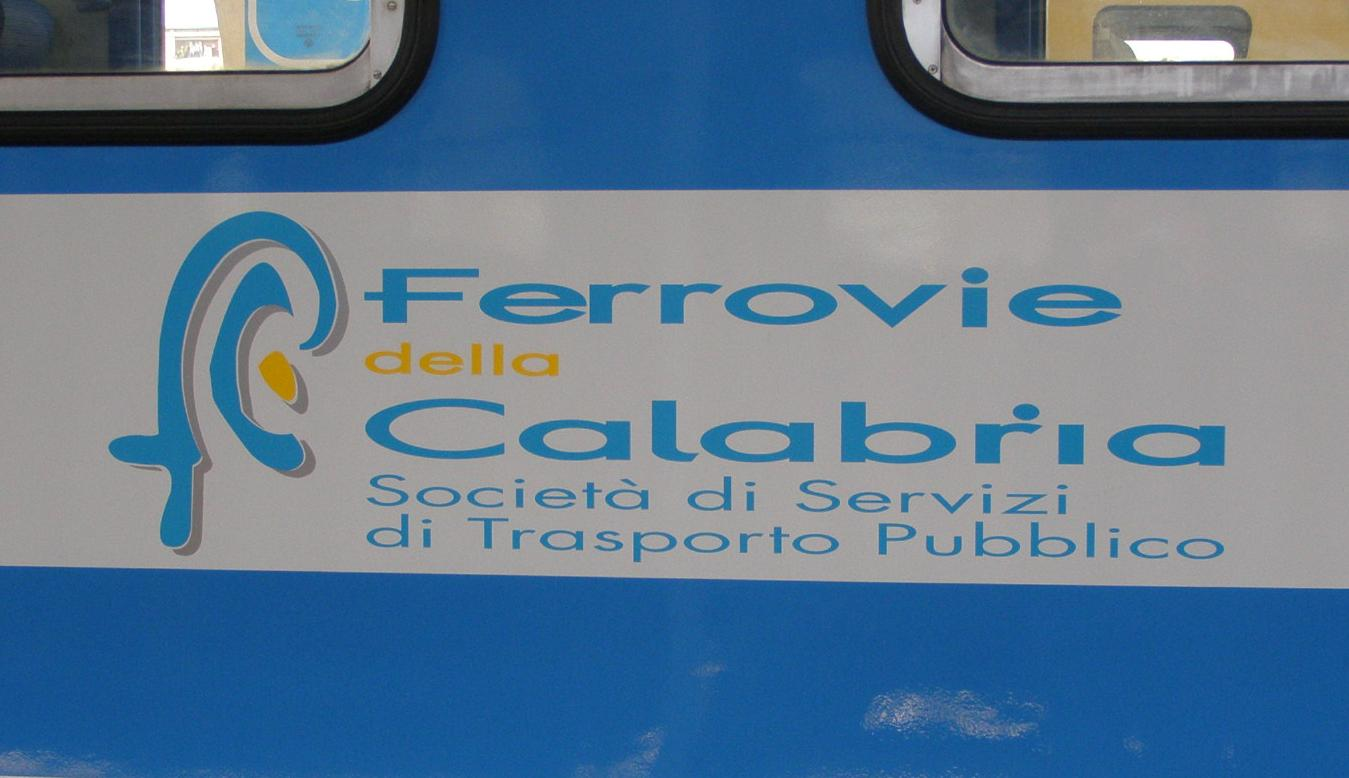
Il nuovo logo FC sulla fiancata dell'automotrice M2.232 MV.
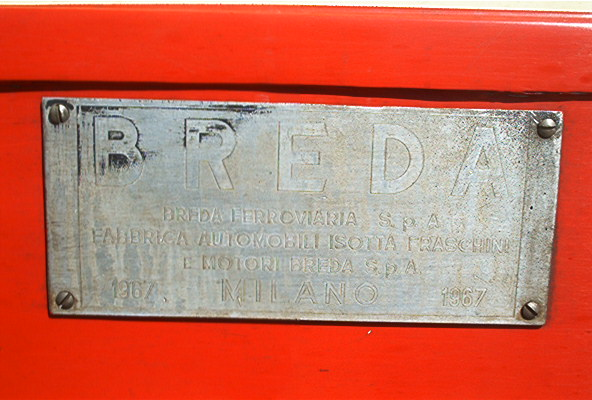
La targa di costruzione dell'automotrice M2.210.
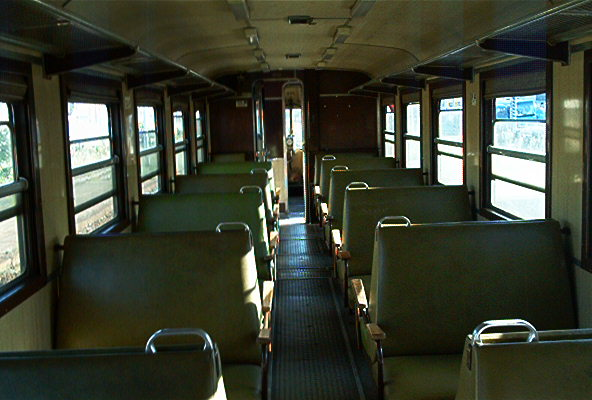
Gli interni di un'automotrice M2.200 non revampizzata.
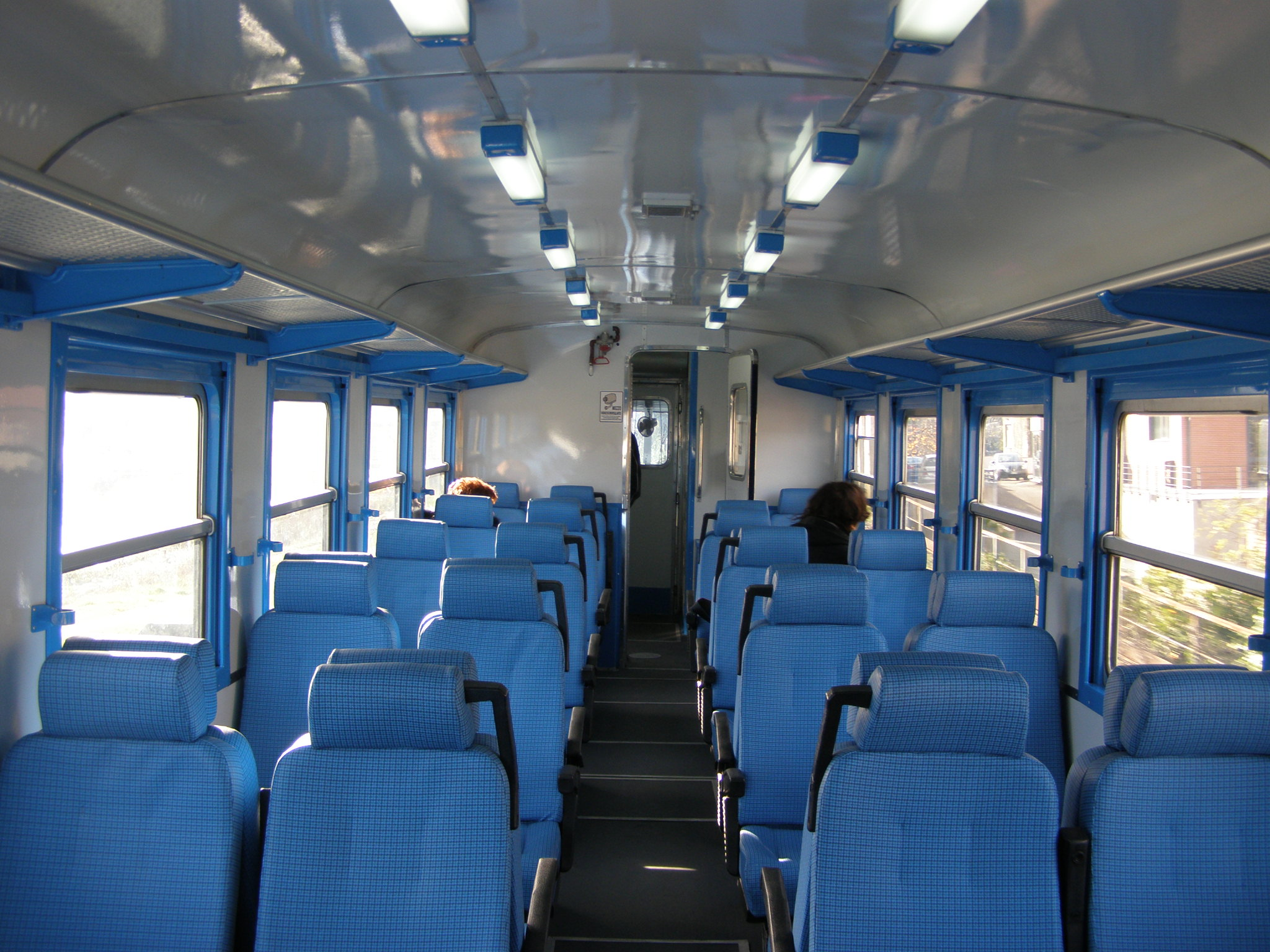
I nuovi interni delle automotrici M2.200 MV FC revampizzate.
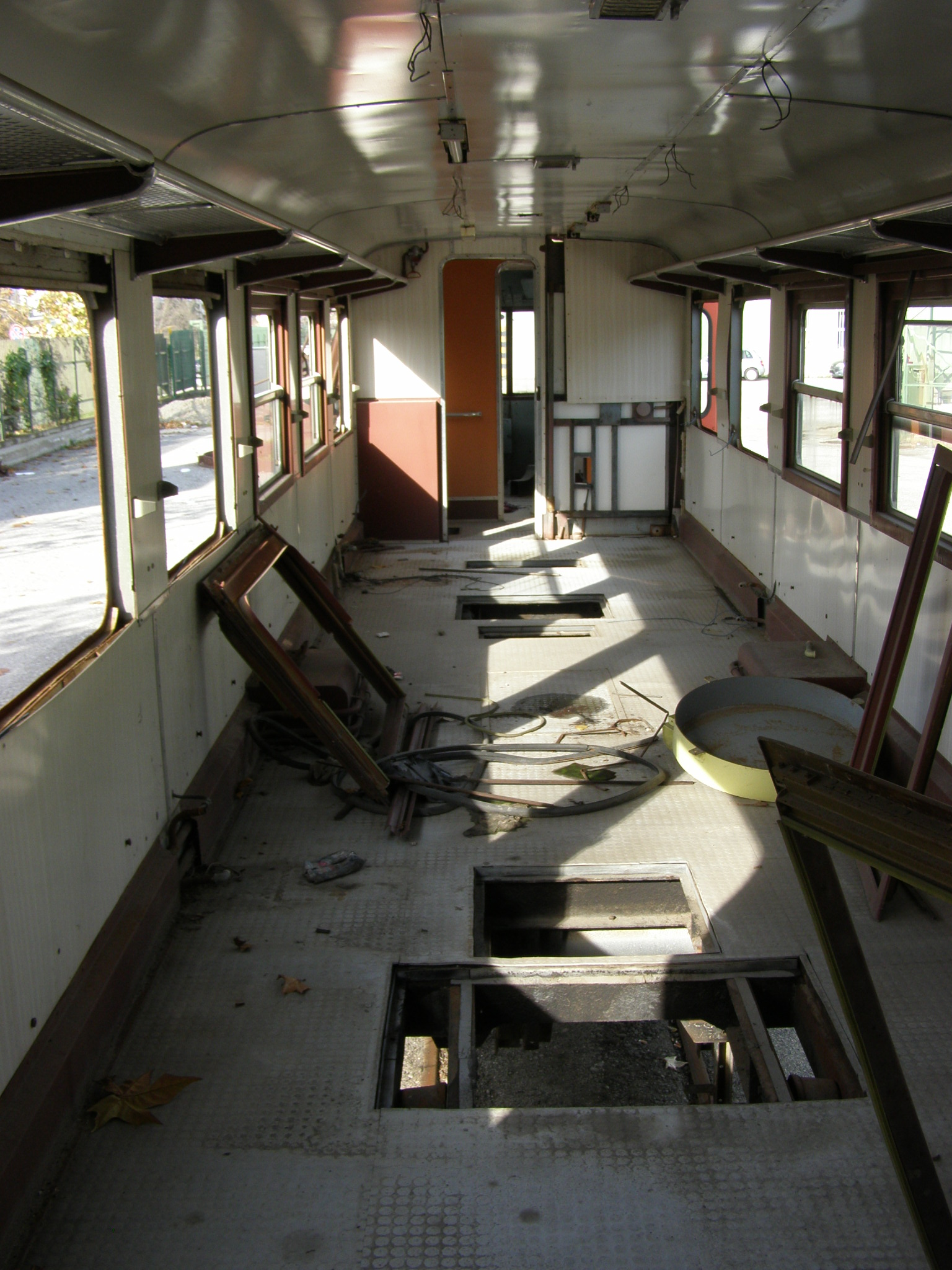
Gli interni di un'automotrice M2 accantonata.